# Orden vom grünen Schild
Der Orden vom grünen Schild war ein französischer Ritterorden.
Er wurde am 1. Januar 1369 von Herzog Ludwig II. von Bourbon gestiftet.
Anlass war seine Rückkehr aus der englischen Gefangenschaft. Die Ehrung sollten solche Ritter erhalten, die sich dem Prinzip der Ritterlichkeit verschrieben.
Ordenszeichen war ein in grünes Schild mit einer perlenbesetzten Querbinde. Der Ordenswahlspruch war: „Allen“, vom französischen Allons tous ensemble au service de Dieu, et soyons unis en la défense de nos pays, et là où nous pourrons trouver à conquérir honneur par fait de Chevalerie. Der Orden hatte siebzehn Mitglieder und erlosch nach kurzer Zeit wieder.